# Irena Čubírková
Irena Čubírková, rozená Srncová (15. března 1923, Vrádište – 28. září 1966, Praha) byla slovenská vražedkyně. Byla třetí ženou popravenou v Československu za kriminální skutky po roce 1918. Na dne 10. října 1951 zavraždila s pomocí milence a jeho manželky svého muže Jána Čubírka a vraždu za jejich přispění nainscenovala jako nehodu, 7. prosince roku 1964 pak zavraždila svého druha Ambroze Ščepku.

## Život
Narodila se jako Irena Srncová do sociálně obtížně situované rodiny. V pozdější době byla vychovávaná již pouze otcem, který měl hrubé způsoby, týral ji a nakonec ji poslal do dětského domova. Za druhé světové války se dostala na nucené práce do Německa, kde v pracovním táboře poznala Jána Čubírka, který zde pracoval jako obuvník. Po skončení války se vzali a usadili se v Trutnově, kde v tzv. České čtvrti blízko nádraží získali dům po odsunutých Němcích. Čubírek zanechal původního řemesla a začal pracovat jako horník. 

### Zavraždění Jána Čubírka
V roce 1951 žila rodina Čubírkových v Trutnově ve východních Čechách již šestým rokem. Irena Čubírková svého manžela podváděla. Ján Čubírek její nevěru ale zjistil a získal o ní důkaz. Irena proto pojala úmysl se jej zbavit. Do svého plánu zasvětila svého milence Václava Bernarta. Ke spolupráci se jí povedlo získat i milencovu manželku, které namluvila, že Čubírek si její nevěru vymyslel a že s jejím mužem nikdy nic neměla.
První pokus o vraždu nevyšel. Čubírková se pokusila manžela otrávit lékem Fluocit, který na Čubírka ale nepůsobil (jednalo se o lék na ženské potíže). Byl tedy vymyšlen další plán. Čubírková měla manžela vylákat na procházku do lesa, kde měl čekat Bernart, Čubírka omráčit a oběsit. Čubírek ale procházku odmítl a nevědomky si tak prozatím zachránil život. Až třetí pokus se podařil.
Dne 10. října 1951 byl Čubírek na nemocenské a volný čas trávil lakováním nábytku. Aby lak lépe schnul, chtěl do místnosti snést z půdy kamna a zatopit v nich. U souseda se dokonce sháněl po kamnových rourách. Tato skutečnost později přispěla k tomu, že policie uvěřila, že šlo o nešťastnou náhodu. Irena Čubírková nabídla manželovi alkohol s přidanými léky na spaní a Čubírek poté, co něco vypil, skutečně usnul. Čubírková rozbila spícímu manželovi hlavu, čímž jej usmrtila. Následně zavolala Bernarta a jeho manželku. Mrtvolu přenesli pod schody na půdu, ze kterých na mrtvého Čubírková s Bernartovou svrhly kamna. Vyšetřování bylo tehdy skončeno jako nešťastná náhoda bez cizího zavinění. Nedošlo k pitvě, ani k důkladnějšímu ohledání těla. Čubírek byl pohřben na městském hřbitově v Trutnově. Jeho manželce byla následně vyplacena pojistka (Čubírek byl jako horník pojištěn proti úrazu a jeho smrt byla jako úraz oficiálně uzavřena), za kterou si koupila nábytek do obývacího pokoje.

### Zavraždění Ambroze Ščepky
V Trutnově žila Čubírková až do roku 1959, kdy se se svým druhem Ambrozem Ščepkou přestěhovala do obce Boleráz v okrese Trnava na Slovensku. Zde žili v areálu statku, Ščepka se staral o dobytek, Čubírková pásla. Příchod na Slovensko pro Čubírkovou znamenal jistý společenský sestup. V Trutnově žila v podstatě životem dámy, v Bolerázu žila ve statku se Ščepkou, který měl hrubé způsoby a byl opilec. Ščepka jí v opilosti údajně několikrát vyhrožoval, že ji zabije a její hlavu hodí do záchodu.
Dne 7. prosince 1964 slavil Ščepka svůj svátek a již od rána se opíjel. Večer toho dne v opilosti spadl ze židle a usnul na podlaze. Čubírková se rozhodla, že se problémového partnera zbaví nadobro. Dvakrát jej sekerou udeřila do hlavy, hlavu pak oddělila pomocí sekery, nože a sekáčku na maso od zbytku těla. Lékařské ohledání hlavy odhalilo v zásecích vitální reakci, což znamenalo, že Ščepko byl údery do hlavy pouze omráčen (v kombinaci s hlubokou opilostí) a v momentě, kdy mu jeho družka oddělovala hlavu od těla byl ještě naživu.
Tělo vměstnala do pece na chléb a zatopila v ní. Oheň udržovala celkem 35 hodin. Ze Ščepkova těla pak zůstal jen popel a několik ohořelých zbytků větších kostí. Popelem Čubírková posypala cestu před domem. Existuje určité podezření, že některé z dětí, spících v domě minimálně část celého dění viděly. Dokonce se zpočátku předpokládalo, že jeden ze synů jí jakýmsi způsobem pomáhal. Od sousedů si vypůjčila nákupní tašku do níž vložila hlavu zabalenou v montérkách. I s taškou pak odešla na MNV nahlásit zmizení Ambroze Ščepky.
Pak odešla na nádraží a odjela vlakem do Trnavy. Ščepkovu hlavu chtěla již nyní pohodit na toaletě, ale protože ve vlaku shodou okolností jelo několik jejích známých, neudělala to. V Trnavě na nádraží pohodila hlavu na toaletě v odstaveném vagóně. V Trnavě na služebně Bezpečnosti rovněž nahlásila Ščepkovo zmizení. Hlava byla mezitím na toaletě rychle objevena. Mezi vyslýchanými se octla i Čubírková.
Čubírková působila při výslechu nejistě, a když pak vyšetřující našli na cestě před domem malou kůstku, o které expertiza prokázala, že není zvířecího původu, pojali podezření, že Ščepko byl zavražděn svou družkou. Vyšetřovatelé také zjistili nebývale teplou chlebovou pec, ač byli ujištěni, že u Čubírků se domácí chléb nepekl. Čubírková nedokázala teplotu pece vysvětlit, a zanedlouho se přiznala.
V souvislosti s případem v Bolerázu, byl exhumován hrob Jána Čubírka v Trutnově a opožděně provedeno zevrubné ohledání jeho ostatků. Prohlídka prokázala, že zranění, jež Čubírek utrpěl, nemohla za žádných okolností způsobit pouze padající kamna (neodpovídal tomu mechanismus poranění lebky, jejíž stav vypovídal spíše o intenzivním opakovaném násilí, opakovaným úderům, soustředěným do levé strany obličeje). Čubírková se záhy doznala i k vraždě svého manžela. Ve věci vraždy Ambróze Ščepky se podezření o aktivní spoluúčasti některého z dětí nepotvrdilo.

### Rozsudek a poprava
Čubírková byla odsouzena k trestu smrti. Podala žádost o milost, ve které poukazovala na těžký život se Ščepkem a na to, že ji stále ještě potřebují její děti. Žádost byla zamítnuta a dne 28. září 1966 byla v Praze na Pankráci oběšena. Václav Bernart byl odsouzen na 15 let vězení, jeho manželka souzena nebyla, neboť se na ni vztahovala vyhlášená amnestie, navíc bylo poukázáno na to, že byla do jisté míry zmanipulovaná.